# Acompomintho lobata
Acompomintho lobata är en tvåvingeart som beskrevs av Villeneuve 1927. Acompomintho lobata ingår i släktet Acompomintho och familjen gråsuggeflugor.
Artens utbredningsområde är Taiwan. Inga underarter finns listade i Catalogue of Life.